# Bolsoje Ignatovo
Bolsoje Ignatovo (oroszul: Большое Игнатово, erza nyelven Игнадвеле) falu Oroszországban, Mordvinföldön, a Bolsoje Ignatovó-i járás székhelye.
Lakossága: 2842 fő (a 2010. évi népszámláláskor).

## Elhelyezkedése
Mordvinföld északkeleti részén, a köztársasági fővárostól, Szaranszktól országúton 106 km-re, a Szjutovlej folyócska partján fekszik. Az erdős-sztyepp övben, sík vidéken helyezkedik el. A legközelebbi vasútállomás a 45 km-re lévő Obrocsnoje, a Romodanovo (Krasznij Uzel állomás) és Arzamasz közötti vasútvonalon. 

## Története
Sztaroje Jermenzino faluból elvándoroltak egy csoportja alapította 1614-ben. A 19. század második felében a lakosság egy része új helyre költözött. Ettől kezdve a korábbi Ignatovo falu neve Bolsoje Ignatovo, az új településé pedig Maloje Ignatovo lett (vagyis 'Nagy-', illetve 'Kis-Ignatovo'). Utóbbi falu az Ardatovi járásban található. 
Többségében mezőgazdasági művelésre alkalmas, jó minőségű talajú földek veszik körül. Jelentősebb feldolgozó üzemei nincsenek. 